# Johann Rudolf Kutschker
Johann Rudolf Kutschker (ur. 11 kwietnia 1810 w Wiese na Śląsku Opawskim, zm. 27 stycznia 1881 w Wiedniu) – austriacki duchowny katolicki, kardynał, arcybiskup Wiednia.

## Życiorys
21 kwietnia 1833 w Wiedniu przyjął święcenia kapłańskie. 7 kwietnia 1862 został wybrany tytularnym biskupem Carrhae i biskupem pomocniczym Wiednia. Sakrę przyjął 11 maja 1862 w Wiedniu z rąk arcybiskupa Josepha Othmara von Rauschera (współkonsekratorami byli biskupi Johann Anton Ernst von Schaffgotsche i Franz Joseph Rudigier). 15 kwietnia 1876 objął stołeczną metropolię, na której pozostał już do śmierci. 22 czerwca 1877 Pius IX wyniósł go do godności kardynalskiej. Wziął udział w Konklawe 1878, wybierającym Leona XIII.